# Acalolepta sericea
Acalolepta sericea es una especie de escarabajo longicornio del género Acalolepta, tribu Monochamini, subfamilia Lamiinae. Fue descrita científicamente por Breuning en 1935.
Se distribuye por Papúa Nueva Guinea. Mide aproximadamente 23 milímetros de longitud.